# 野呂邦暢
野呂 邦暢（のろ くにのぶ、1937年9月20日 - 1980年5月7日）は、日本の小説家。芥川賞作家。長崎県長崎市出身。本名は納所邦暢（のうしょ くにのぶ）。自らの自衛隊体験や、戦後住んだ諫早市を舞台にした小説・随筆を数多く残した。

## 生涯
長崎市岩川町に土建業を営む両親のもとに、6人兄弟の次男として生まれる。1945年銭座国民学校2年の時に父が応召したため、母の実家で祖母と叔父の住む諫早市に疎開。長崎の原爆投下を目撃、この被害により長崎市に残した家財一切を失い、戦後も諫早に住む。1950年北諫早中学校に入学。1952年15歳の頃から太平洋戦争の戦記を蒐集し始める。1953年諫早高校に入学し、美術部に入部、文学や芸術一般に興味を持つ。1956年京都大学文学部を受験するが失敗し、予備校に通うために京都市に下宿するが、父が事業に失敗し入院したため帰郷。進学を諦めてその秋に東京に出て、上野近くのガソリンスタンドの店員となり、その後喫茶店やラーメン屋など職を転々とする。
体を壊して帰郷し、1957年に佐世保の陸上自衛隊に入隊。7月に諫早大水害が起きたために3日の休暇をもらって自宅に帰ると、氾濫した本明川沿いにあった自宅は全壊していた。訓練の後に北海道北部方面隊に配属され、1958年に除隊し諫早に帰郷、家庭教師などで生計を立て、この頃諫早生まれの詩人伊東静雄に影響を受け、詩作を試みる。1962年に『日本読書新聞』20周年記念論文に応募し、ルポタージュ「兵士の報酬-第八教育隊」が入選し、新聞に掲載される。その後小説を書き始め、1964年『自由』誌に短編「双頭の鷲のもとに」を応募するが入選せず。1965年に『日本読書新聞』に岡村昭彦『南ベトナム従軍記』の書評が掲載、「ある男の故郷」にて第21回文學界新人賞佳作となり小説家デビュー。1966年に「双頭の鷲のもとに」を原型とした「壁の絵」を発表し、芥川賞候補となる。1967年に「白桃」で芥川賞候補。1968年発表の「十一月」が、『毎日新聞』文芸時評で平野謙によりその年のベスト3に挙げられた。
1969年諫早市の成人大学で文学講座を担当。1970年鎮西学院短期大学で文学講座を担当。1971年結婚、この頃NHK福岡放送局のラジオドラマの原作を書いていた。1972年芥川賞候補。1973年に最初の作品集『十一月 水晶』刊行、「鳥たちの河口」で芥川賞候補、伊東静雄を偲ぶ菜の花忌で講演、長崎大学付属病院で胆嚢の手術を受ける。また「諫早の自然を守る会」の代表となり、諫早湾干拓事業に反対の立場を示す。
1973年に自らの自衛隊員としての体験を基にした作品『草のつるぎ』が文芸誌『文學界』12月号に掲載され、この作品で翌1974年第70回芥川賞受賞。
1975年から自衛隊員向け会誌『修親』に『失われた兵士たち-戦争文学試論』を連載、唯一の評論となっている。
歴史にも関心を持ち、『諫早菖蒲日記』(1977年)などの歴史小説、また集英社コバルトシリーズで少女小説『文彦のたたかい』(1978年)などを執筆。1979年に離婚。
1980年5月7日、諫早市の自宅で心筋梗塞のため急逝。42歳没。戒名は恭徳院祐心紹泰居士。諫早市金谷町公有墓地の納所家の墓に埋葬される。毎年5月最終日曜日には、野呂を偲び、諌早市上山公園の文学碑の前で「菖蒲忌」が行われる。
6000冊の蔵書や自筆原稿は母親から諫早市に寄贈された。1986年に諫早上山公園に野呂邦暢文学碑が建立される。2001年には新諫早図書館に「野呂邦暢ー人と文学」常設展示コーナーが設置された。なお、芥川受賞作『草のつるぎ』の直筆原稿は没後に古書店を転々としていたが、2014年に長崎県立長崎図書館が購入し所蔵している。

## 作品
- 『十一月 水晶』冬樹社、1973／改題『壁の絵』角川文庫、1977
  - 収録作品：十一月 / 水晶 / 日常 / 朝の光は… / 白桃 / 日が沈むのを / 壁の絵
- 『海辺の広い庭』文藝春秋、1973／『海辺の広い庭』角川文庫、1978
  - 収録作品：海辺の広い庭 / 不意の客 / 歩哨 / 狙撃手 / 或る男の故郷
- 『鳥たちの河口』文藝春秋、1973／集英社文庫、1978
  - 収録作品：鳥たちの河口 / 四時間 / 世界の終り / ロバート / 棕櫚の葉を風にそよがせよ
- 『日が沈むのを』有光株式会社、1974。限定出版
- 『草のつるぎ』文藝春秋、1974／文春文庫、1978
  - 収録作品：草のつるぎ / 砦の冬
- 『一滴の夏』文藝春秋、1976／集英社文庫、1980
  - 収録作品：恋人 / 隣人 / 八月 / 高く跳べ、パック / 鳩の首 / 冬の皇帝 / 一滴の夏
- 『ふたりの女』集英社、1977
  - 収録作品：ふたりの女 / 伏す男 / 回廊の夜 / とらわれの冬
- 『王国そして地図』集英社、1977
- 『諫早菖蒲日記』文藝春秋、1977／文春文庫、1985／梓書院、2010（新版）
- 『失われた兵士たち　戦争文学試論』芙蓉書房、1977（普及版1981）
  - 新版『戦争文学試論』芙蓉書房出版、2002
- 『猟銃』集英社、1978
  - 収録作品：五色の髭 / 歯 / もうひとつの絵 / 蟹 / 朝の声 / 部屋 / 靴 / 猟銃
- 『文彦のたたかい』集英社文庫コバルトシリーズ、1978
  - 収録作品：文彦のたたかい / うらぎり / 真夜中の声 / 弘之のトランペット / 公園から帰る
- 『水瓶座の少女』集英社文庫コバルトシリーズ、1979
- 『古い革張椅子』集英社、1979
- 『地峡の町にて』沖積舎、1979
- 『愛についてのデッサン－佐古啓介の旅』角川書店、1979
- 『落城記』文藝春秋、1980／文春文庫、1984。西郷信尚の一族の滅亡を描いた遺作でドラマ化
- 『丘の火』文藝春秋、1980
- 『小さな町にて』文藝春秋、1982
- 『野呂邦暢・長谷川修往復書簡集』陸封魚の会編、葦書房、1990
- 『野呂邦暢作品集』文藝春秋、1995。作品9篇と随筆集
- 『草のつるぎ・一滴の夏 野呂邦暢作品集』講談社文芸文庫、2002、ワイド版2016
  - 収録作品: 狙撃手 / 白桃 / 日が沈むのを / 草のつるぎ / 一滴の夏
- 『愛についてのデッサン　佐古啓介の旅』みすず書房〈大人の本棚〉、2006
- 『夕暮の緑の光 野呂邦暢随筆選』岡崎武志編、みすず書房〈大人の本棚〉、2010、新装版2020
- 『白桃 野呂邦暢短篇選』豊田健次編、みすず書房〈大人の本棚〉、2011
  - 収録作品: 白桃 / 歩哨 / 十一月 / 水晶 / 藁と火 / 鳥たちの河口 / 花火
- 『野呂邦暢 随筆コレクション』みすず書房（全2巻）、2014
  - 『1 兵士の報酬』、『2 小さな町にて』。各・単行本未収録作品を軸に収録
- 『野呂邦暢小説集成』文遊社（全9巻）、豊田健次監修、全巻解説中野章子

1. 『棕櫚の葉を風にそよがせよ』2013 - エッセイ 青来有一
 収録作品: 棕櫚の葉を風にそよがせよ / 或る男の故郷 / 狙撃手 / 白桃 / 歩哨 / ロバート / 竹の宇宙船 / 世界の終り / 十一月 / ハンター / 壁の絵
2. 『日が沈むのを』2013 - エッセイ 宮原昭夫
 収録作品: 不意の客 / 朝の光は…… / 日常 / 水晶 / 赤い舟・黒い馬 / 日が沈むのを / 柳の冠 / 四時間 / 鳥たちの河口 / 海辺の広い庭
3. 『草のつるぎ』2014 - エッセイ 堀江敏幸
 収録作品: 草のつるぎ / 砦の冬 / 水辺の町 （「仔鼠」、「蝉」、「落石」、「蛇」、「再会」） / 五色の髭 / 八月 / 隣人 / 恋人 / 一滴の夏
4. 『冬の皇帝』2014 - エッセイ 川本三郎
 収録作品: 飛ぶ少年 / 剃刀 / 冬の皇帝 / 高く跳べ、パック / 穴 / もうひとつの絵 / 鳩の首 / 蟹 / 失踪者 / 魔術師たち / 回廊の夜 / 敵 / まさゆめ / 朝の声 / 歯 / とらわれの冬
5. 『諫早菖蒲日記・落城記』2015 - エッセイ 池内紀
 収録作品: 諫早菖蒲日記 / 花火 / 落城記 / 死人の首 / 筑前の白梅 / 不知火の梟雄 / 平壌の雪
6. 『猟銃・愛についてのデッサン』2016 - エッセイ 福間健二
 収録作品: ある殺人 / 伏す男 / ふたりの女 / 縛られた男 / 部屋 / 靴 / 猟銃 / まぼろしの御嶽 / ぼくではない / 彼 / 赤い鼻緒 / 馬 / ドアの向う側 / 運転日報 / 天使 / 愛についてのデッサン―佐古啓介の旅ー
7. 『水瓶座の少女』2016 - エッセイ 坪内祐三
 収録作品: 水瓶座の少女 / 文彦のたたかい / うらぎり / 真夜中の声 / 弘之のトランペット / 公園から帰る / 島にて / 顔 / 飛ぶ男 / 水のほとり / ドライヴインにて / 赤毛 / 神様の家 / 黒板 / 公園の少女 / 水の町の女 / 幼な友達 / ホクロのある女 / 水の中の絵馬
8. 『丘の火』2017 - エッセイ 陣野俊史
 収録作品: 藁と火 / 青葉書房主人 / 廃園にて / 足音 / 丘の火
9. 『夜の船』2018 - エッセイ 紀田順一郎
 収録作品: 地峡の町にて / 夜の船 / 海と河口 / 夕暮れ / 田原坂 / 解纜のとき / 名医 / 丘の家

- 『失われた兵士たち　戦争文学試論』文藝春秋〈文春学藝ライブラリー〉、2015、解説 大澤信亮
- 『野呂邦暢ミステリ集成』中公文庫 2020.10、解説 堀江敏幸
- 『愛についてのデッサン　野呂邦暢作品集』ちくま文庫、2021.6、岡崎武志編
- 『野呂邦暢　古本屋写真集』新版・ちくま文庫 2021.11。元版は限定500部の私家版（2015）

岡崎武志・古本屋ツアー・イン・ジャパン（小山力也）編
- 『日本史の旅人　野呂邦暢史論集』中公文庫 2023.6、解説 中村彰彦